# Helsingforsregionens trafik

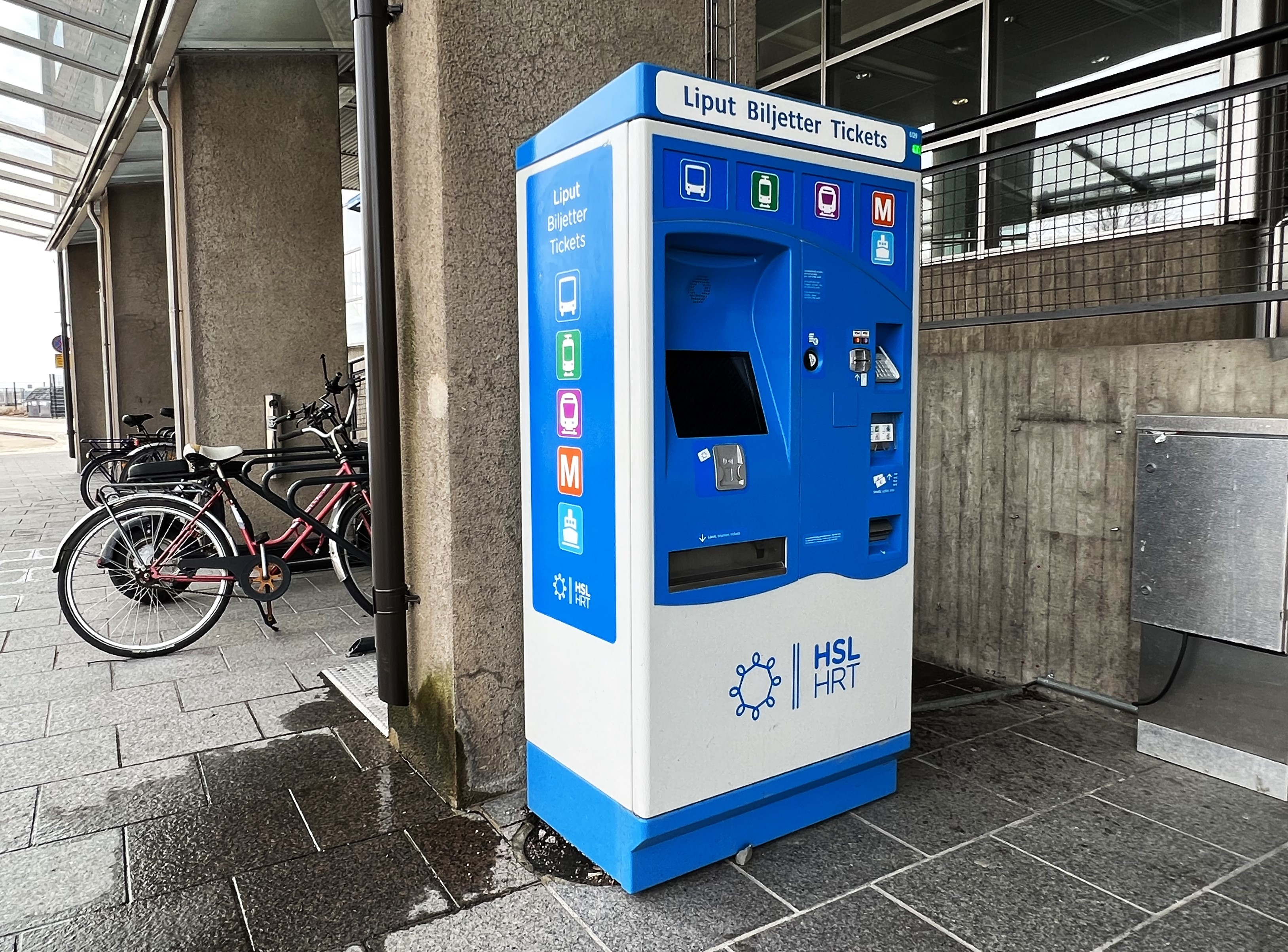
HRT:s biljettautomat i Viking Line-terminalen för kollektivtrafiken i Helsingfors

Samkommunen Helsingforsregionens trafik, HRT (finska: Helsingin seudun liikenne -kuntayhtymä, HSL) ansvarar för planeringen och organiseringen av kollektivtrafiken i Esbo, Grankulla, Helsingfors, Kervo, Kyrkslätt, Sibbo, Sjundeå, Tusby och Vanda samt för utarbetandet av en trafiksystemplan för Helsingforsregionen.
Samkommunen inledde sin verksamhet den 1 januari 2010. Den bildades genom att Huvudstadsregionens samarbetsdelegations och Helsingfors stads trafikverks planerings- och beställarfunktioner slogs samman.